# Доктор Кто (персонаж)
Доктор Кто (англ. Dr. Who) — персонаж, основанный на образе Доктора из культового британского телесериала «Доктор Кто». Появился в фильмах «Доктор Кто и Далеки» 1965 года и «Вторжение Далеков на Землю» 1966 года, где его роль исполнил английский актёр Питер Кушинг. Также в разработке студии AARU Productions находился ещё один фильм с Кушингом, однако проект был отозван из-за низких рейтингов второго фильма. Впоследствии Кушинг выпустил свою автобиографию, в которой не стал упоминать об участии в данных фильмах, однако у него имелись газетные вырезки статей, посвящённых им.

## Личность
В отличие от своего прототипа из сериала, покровительственного, но язвительного инопланетянина, доктор Кто из фильмов — обычный человек, эксцентричный учёный, который собрал машину времени под названием ТАРДИС на своём заднем дворе. Он любящий дедушка, любопытный и слегка рассеянный, но всегда готовый бороться за справедливость. У него, как было показано, имеется отличное чувство юмора, сильная страсть к приключениям, железная воля и очень строгие принципы.
В то время как в сериале настоящее имя главного героя никогда не называлась, сюжет фильма ясно давал понять, что Кто (англ. Who) является фамилией персонажа Кушинга.

## Спутники
В первом фильме доктор Кто путешествует со своими внучками, Сьюзан (Роберта Тоуви) и Барбарой (Дженни Линден), которые выглядят намного моложе, чем в сериале. Также к ним присоединился «новый дружок» Барбары Йен Честертон (Рой Касл), весьма комичный и неуклюжий персонаж (в отличие от него, в сериале Йен показан более героическим, а его отношения с Барбарой сугубо профессиональные).
В сиквеле учёного вновь сопровождает его внучка Сьюзан, а также племянница Луиза (Джилл Керзон) и полицейский Том (Бернард Криббинс).

## ТАРДИС
Машина времени доктора Кто, которую он назвал ТАРДИС (как правило, в английском языке название машины времени из фильмов записывают без артикля the), имеет вид синей полицейской будки, хотя почему был выбран именно такой облик, в фильмах не объясняется. Что касается внутреннего интерьера, то ничего  кроме того, что она внутри больше, чем снаружи, машина времени доктора Кто у своего прототипа из сериала не позаимствовала. В первом фильме она полностью забита разнообразным техническим мусором, вроде старой проводки и разобранного электронного оборудования, во втором — его заменили ряды пультов, измерительных приборов и кнопок.

## Вне фильмов
Помимо фильмов доктор Кто также появился в комикс-адаптациях издательства Dell Publishing, а также в стрип-комиксе Daleks versus the Martians (с англ. — «Далеки против Марсиан»), напечатанном в «специальном весеннем выпуске» Doctor Who Magazine 1966 года, и в рассказе «Дом Олдарка Мура» Джастина Ричардса

### Потенциальный цикл радиопьес
В 1960-х ходили слухи о том, что к запуску готовится цикл радиопьес, в котором Питер Кушинг должен был озвучить доктора Кто. В результате сотрудничества Stanmark Productions и Watermill Productions был создан один пилотный выпуск и в планах находилось ещё 52 пьесы. Сюжет пилотного эпизода, получившего название «Путешествие во времени», рассказывал о докторе Кто и его внучке Сьюзан, которые попали во времена американской революции. Сценарий был написан будущим сценаристом телесериала «Доктор Кто» Малкольмом Халком. Впоследствии запись была утеряна.